# Kristin Otto
Kristin Otto (Lipcse, 1966. február 7. –) olimpiai bajnok német úszó. Leginkább arról híres, hogy ő volt az első nő, aki hat aranyérmet szerzett egyetlen olimpián, ezt az eredményt az 1988-as szöuli játékokon érte el. Továbbá Otto volt az első nő, aki rövid pályán egy percen belül úszta le a 100 métert háton, az Indiana University nemzetközi rövid pályás versenyén, 1983-ban.

## Sportpályafutása
Otto Kelet-Németországban, Lipcsében született, és 12 évesen kezdett úszni egy keletnémet sportakadémián. Tizenhat éves volt, amikor részt vett élete első világbajnokságán, az 1982-es úszó-világbajnokságon, ahol aranyérmet nyert 100 méteres hátúszásban és két további aranyérmet a keletnémet csapattal 4 × 100 méteres váltóban.
1982 után edzőket váltott. A következő Európa-bajnokságon, 1983-ban második lett 100 méteres gyorsúszásban a szintén keletnémet Birgit Meineke mögött.
1984-ben világrekordot állított fel 200 méteres gyorsúszásban. Az 1984. évi nyári olimpiai játékokon aranyéremre számított, de ez elérhetetlenné vált a 14, a keleti blokkhoz tartozó ország (köztük az NDK) bojkottja miatt. 1985-ben csigolyatörést szenvedett, ez távol tartotta őt az év nagy részének teljesítésétől és az Európa-bajnokságtól.
Az 1986-os madridi világbajnokságon tért vissza a versenyúszáshoz, ahol 4 arany- (100 m gyors, 200 m vegyes, 4 × 100 m vegyes váltó, 4 × 100 m gyorsváltó) és 2 ezüstérmet (50 m gyors, 100 m pillangó) nyert. Sikere folytatódott az 1987-es Európa-bajnokságon is, ahol 5 aranyat nyert.
Az 1988-as szöuli olimpián újra remélhette az olimpiai arany megszerzését. 6 aranyérmet nyert, és világrekordot állított fel 50 m gyors, 100 m gyors, 100 m hát és 100 m pillangó versenyszámokban.
1989-ben visszavonult az úszástól. Jelenleg sportriporterként dolgozik a német televíziónál.
A Swimming World Magazine az év női úszójának nevezte meg 1984-ben, 1986-ban és 1988-ban.
Otto karrierjét összefüggésbe hozták a keletnémet atléták között széles körben elterjedt teljesítménynövelő drogokkal: egy korábbi csapattársa, Petra Schneider nyíltan elismerte, hogy használt tiltott doppingszereket. Ugyanakkor Otto leszögezte, hogy nem tudott róla, hogy doppingolták: „Az érmek az egyetlen emlékeztetők, hogy milyen keményen is dolgoztam. Ez nem csak a doppingnak köszönhető.”

## Fordítás
- Ez a szócikk részben vagy egészben  a   Kristin Otto című angol Wikipédia-szócikk ezen változatának fordításán alapul.  Az eredeti cikk szerkesztőit annak laptörténete sorolja fel. Ez a jelzés csupán a megfogalmazás eredetét és a szerzői jogokat jelzi, nem szolgál a cikkben szereplő információk forrásmegjelöléseként.